# فحص حديثي الولادة
فحص الأطفال حديثي الولادة هو برنامج صحه عموميه للفحص في الرضع بعد فترة وجيزة من الولادة للحصول على قائمة من الحالات التي يمكن علاجها، ولكن ليس سريريا واضحا في فترة الوليد. ولا يمكن الكشف عن بعض الحالات المدرجة في برامج فحص حديثي الولادة إلا بعد حدوث أضرار لا رجعة فيها؛ في بعض الحالات الموت المفاجئ هو أول مظهر من مظاهر المرض. وكثيرا ما تدار برامج الفحص من قبل الهيئات الحكومية أو الوطنية بهدف فحص جميع الرضع المولودين في الولاية. يتم تحديد عدد الأمراض التي يتم فحصها من قبل كل ولاية، ويمكن أن تختلف اختلافا كبيرا. وتتم معظم اختبارات فحص حديثي الولادة من خلال قياس الأيض ونشاط الإنزيم في عينات الدم الكاملة التي يتم جمعها على ورق ترشيح. بدأت العديد من المناطق لفحص الرضع الصمم باستخدام استجابة الدماغ السمعية الآليه وعيوب القلب الخلقية باستخدام قياس التأكسج النبضي. ويخضع الرضع الذين يبدون فحصا إيجابيا لمزيد من الفحوص لتحديد ما إذا كانوا متأثرين حقا بمرض أو إذا كانت نتيجة الاختبار إيجابية كاذبة. وعادة ما يتم تنسيق اختبار المتابعة بين علماء الوراثة وطبيب الأطفال الرضع أو طبيب الرعاية الأولية. 
ظهر فحص حديثي الولادة لأول مرة كبرنامج للصحة العامة في الولايات المتحدة في أوائل الستينات، وتوسع ليشمل البلدان في جميع أنحاء العالم، مع قوائم اختبار مختلفة في كل بلد. بفضل الفحص قبل الولادة وفحص حديثي الولادة (الفحص بعد الولادة مباشرة) قد تحسنت الرعاية الصحية. كان أول اضطراب تم الكشف عنه بواسطة برامج فحص حديثي الولادة بيلة الفينيل كيتون، هي حالة أيضية تعني عدم القدرة على تحلل الحمض الأميني فينيل ألانين الأساسية ويمكن أن يسبب التخلف العقلي ولا رجعة فيه ما لم يتم الكشف المبكر. ومع الاكتشاف المبكر والإدارة الغذائية، يمكن القضاء على الآثار السلبية لهذا المرض إلى حد كبير. طور روبرت غوثري طريقة بسيطة باستخدام مقايسة تثبيط بكتيرية يمكن أن تكشف مستويات عالية من الفينيل ألانين في الدم بعد وقت قصير من ولادة الطفل. غوثري أيضا رائد في جمع الدم على ورقة الترشيح التي يمكن نقلها بسهولة، مع الاعتراف بالحاجة إلى نظام بسيط إذا كان الفحص يجري على نطاق واسع. لا يزال فحص حديثي الولادة في جميع أنحاء العالم باستخدام ورقة تصفية مماثلة. 

## الاضطرابات المستهدفة
يهدف فحص حديثي الولادة كبرنامج للصحة العامة لتحديد الرضع الذين يعانون من حالات يمكن علاجها قبل أن يقدموا سريريا، أو يعانون من أضرار لا رجعة فيها. كانت بيلة الفينيليل كيتون أول اضطراب يستهدف فحص حديثي الولادة، ويجري تنفيذه في عدد قليل من المستشفيات، وسرعان ما توسع في جميع أنحاء الولايات المتحدة وبقية العالم. بعد نجاح فحص حديثي الولادة (تم التعرف على 39 طفلا ومعالجتهم في السنتين الأوليين من الفحص، مع عدم وجود نتائج سلبية كاذبة)، بحث غوثري وآخرون عن اضطرابات أخرى يمكن التعرف عليها ومعالجتها عند الرضع، وفي نهاية المطاف طور تثبيط بكتيرية المقايسات لتحديد الجالاكتوزيميا الكلاسيكي وداء البول القيقبي. 
توسع فحص حديثي الولادة منذ تطبيق الاختبار PKU في الستينيات، ولكن يمكن أن تختلف اختلافا كبيرا بين البلدان. في عام 2011، فحصت الولايات المتحدة ل 54 حالة، ألمانيا 12، والمملكة المتحدة 2، في حين أن الفرنسيون وهونغ كونغ فحص فقط حاله واحده. وتختلف الشروط الواردة في برامج فحص حديثي الولادة في جميع أنحاء العالم اختلافا كبيرا، استنادا إلى المتطلبات القانونية لبرامج الفحص، وانتشار بعض الأمراض داخل السكان، والضغط السياسي، وتوافر الموارد اللازمة لاختبار ومتابعة المرضى المحددين. 

### اضطرابات الأحماض الأمينية
فحص حديثي الولادة نشأ مع اضطراب الأحماض الأمينية، بيلة الفينيل كيتون (PKU)، والتي يمكن علاجها بسهولة عن طريق التعديلات الغذائية، ولكن يسبب التخلف العقلي الشديد إذا لم يتم تحديدها ومعالجتها في وقت مبكر. قدم روبرت غوثري اختبار فحص حديثي الولادة في أوائل الستينات. مع العلم أنه يمكن الكشف عنه قبل أن تكون الأعراض واضحة، ويبدأ العلاج، تم اعتماد الفرز بسرعة في جميع أنحاء العالم. بدأت النمسا الفحص في عام 1966 وإنجلترا في عام 1968.

### اضطرابات أكسدة الأحماض الدهنية
مع ظهور مطياف الكتلة جنبا إلى جنب كأداة للفحص، واستهدف العديد من اضطرابات أكسدة الأحماض الدهنية لإدراجها في برامج فحص حديثي الولادة. وكان نقص سلسلة نازعة أسيل-كوا متوسطة الحجم، التي كانت متورطة في عدة حالات لمتلازمة موت الرضع المفاجئ، واحدة من أولى الحالات التي تستهدف الإدماج. كان الشرط الأول المضافة عندما وسعت المملكة المتحدة برنامج الفحص. الدراسات القائمة على السكان في ألمانيا والولايات المتحدة واستراليا اثبتت ان اضطرابات أكسدة الأحماض الدهنية في 1: 9300 بين القوقازيين. فحوصات الولايات المتحدة لجميع اضطرابات أكسدة الأحماض الدهنية المعروفة، إما كأهداف أولية أو ثانوية، في حين أن البلدان الأخرى تراقب مجموعة فرعية منها. 
قد تبين أن إدخال فحص اضطرابات أكسدة الأحماض الدهنية أدى إلى انخفاض معدلات المرض والوفيات المرتبطة بتلك الحالات. وجدت دراسة أسترالية انخفاضا بنسبة 74٪ في حالات انقطاع المعاوضة الأيضية الشديدة أو الوفاة بين الأفراد الذين تم تحديدهم من قبل فحص حديثي الولادة على أنهم يعانون من المرض مقابل أولئك الذين قدموا سريريا قبل الفحص. وقد وجدت الدراسات في هولندا والمملكة المتحدة تحسنا في النتيجة بتكلفة مخفضة عندما تم تحديد الرضع قبل تقديم سريريا. 
كما وسعت برامج فحص حديثي الولادة قاعدة المعلومات المتاحة عن بعض الحالات النادرة. وقبل إدراجه في فحص حديثي الولادة، كان يعتقد أن نقص نازعة أسيل-كوا قصير السلسلة يهدد الحياة. وكان معظم المرضى الذين تم التعرف عليهم عن طريق فحص حديثي الولادة على أنهم يعانون من نقص هذا الإنزيم دون أعراض، إلى حد أن إزالة سكاد من لوحات الفحص في عدد من المناطق. من دون مجموعة من المرضى الذين تم تحديدهم من قبل فحص حديثي الولادة، هذا النمط الظاهري السريري من المحتمل أن لا يكون قد تم تحديدها. 
الاضطرابات الأكثر شيوعا شملت نظام الغدد الصماء هي عيب قصور الغدة الدرقية الخلقي وتضخم الغدة الكظرية الخلقي. ويمكن إجراء اختبار لكلا الاضطرابين باستخدام عينات الدم التي تم جمعها على بطاقة فحص حديثي الولادة. ويتم الفحص عن طريق قياس الثيروكسين (T4)، الثيروتروبين أو مزيج من كل التحاليل. ارتفاع 17α-هدروكسيبروجيستيرون هو العلامة الأولية المستخدمة عند الفحص، الأكثر شيوعا القيام باستخدام مقايسة امتصاصية للإنزيم المرتبط، مع العديد من البرامج باستخدام الدرجة الثانية جنبا إلى جنب اختبار الطيف الكتلي للحد من عدد من النتائج الإيجابية الكاذبة. التحليل الدقيق لنتائج الفحص يمكن أيضا تحديد حالات نقص تنسج الغدة الكظرية الخلقية، والذي يقدم مع مستويات منخفضة للغاية. 
تم إضافة CH إلى العديد من برامج فحص حديثي الولادة في السبعينات، وغالبا  كانت الحالة الثانية بعد PKU. السبب الأكثر شيوعا لل CH هو خلل في الغدة الدرقية بعد سنوات عديدة من فحص حديثي الولادة، وقد تم تقدير حالات CH في جميع أنحاء العالم في 1: 3600 ولادة، مع عدم وجود زيادات واضحة في مجموعات عرقية محددة. وقد أظهرت البيانات الأخيرة من بعض المناطق زيادة، حيث أبلغت نيويورك عن حدوث 1: 1700. وقد درست أسباب الزيادة الواضحة في حالات الإصابة، ولكن لم يتم العثور على أي تفسير. 
CAH الكلاسيكي، اضطراب تستهدفه برامج فحص حديثي الولادة، ويرجع ذلك إلى نقص في الستيرويد انزيم 21-هيدروكسيلاز، ويأتي في شكلين - فيريليزينغ بسيطة وشكل هدر الملح. الإصابة ب CAH يمكن أن تختلف اختلافا كبيرا بين السكان. أعلى معدلات الإصابة المبلغ عنها هي بين يوبيك إسكيموس في ألاسكا (1: 280) وعلى جزيرة ريونيون الفرنسية (1: 2100). 

### اعتلال هيموغلوبيني

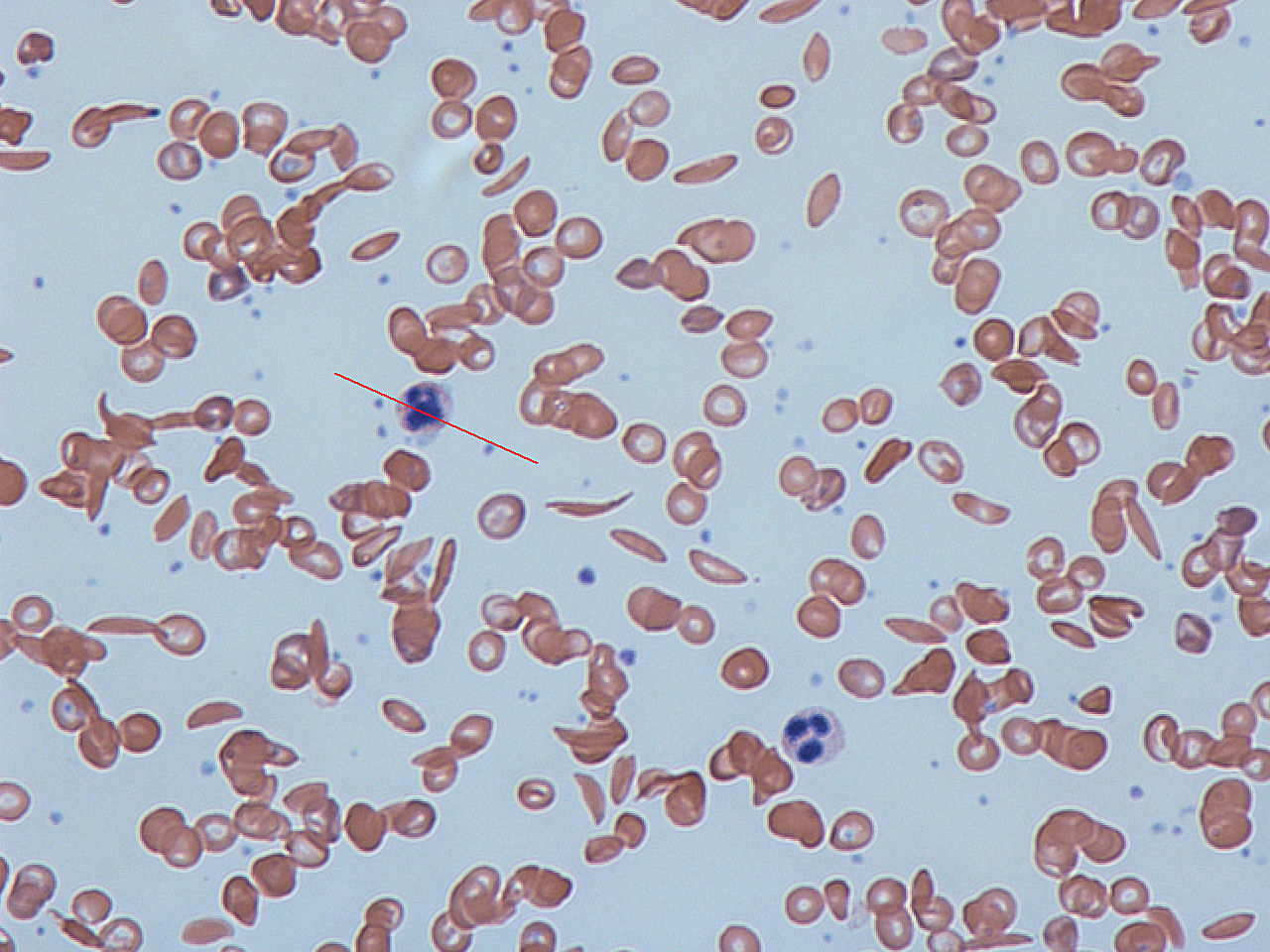
الخلايا المنجلية في الدم البشري: كل من خلايا الدم الحمراء العادية والخلايا المنجلية موجودة

يتم تضمين أي حالة ينتج عنها إنتاج هيموغلوبين غير طبيعي تحت فئة واسعة من اعتلال الهيموغلوبين. في جميع أنحاء العالم، وتشير التقديرات إلى أن 7٪ من السكان قد تحمل اعتلال الهيموجلوبين مع أهمية سريرية. الحالة الأكثر شهرة في هذه المجموعة هو مرض الخلايا المنجلية. ويتم فحص حديثي الولادة لعدد كبير من اعتلال الهيموجلوبين عن طريق الكشف عن أنماط غير طبيعية باستخدام التركيز الكهروضوئي، والتي يمكن الكشف عن العديد من الأنواع المختلفة من الهيموغلوبين غير طبيعي. في الولايات المتحدة، أوصى فحص حديثي الولادة لمرض الخلايا المنجلية لجميع الرضع في عام 1987، إلا أنه لم ينفذ في جميع الولايات الخمسين حتى عام 2006. 
التحديد المبكر للأفراد المصابين بمرض الخلايا المنجلية وأمراض الهيموجلوبين الأخرى يسمح ببدء العلاج في الوقت المناسب. وقد استخدم البنسلين للأطفال الذين يعانون من مرض الخلايا المنجلية، وتستخدم عمليات نقل الدم للمرضى الذين تم تشخيصهم بالثلاسيميا الحادة. 

### حمضيات العضوية
لم تبدأ معظم الولايات القضائية فحص أي من الحمضيات العضوية جنبا إلى جنب مع مطياف الكتلة بتوسع كبير في قائمة الاضطرابات التي يمكن كشفها عن طريق فحص حديثي الولادة. بدأت كيبيك برنامج فحص طوعي من الدرجة الثانية منذ عام 1971 باستخدام عينات البول التي تم جمعها في ثلاثة أسابيع من العمر للتحري عن قائمة موسعة من الحمضية العضوية باستخدام طريقة استشراب طبقة رقيقة. فحص حديثي الولادة باستخدام مطياف الكتلة جنبا إلى جنب يمكن الكشف عن العديد من أسيميمياس العضوية، بما في ذلك أسيميميا بروبيونيك، أسيدميا الميثيلينونيك وإيسوفاليريك أسيدميا. 

### التليف الكيسي
تم إضافة التليف الكيسي لأول مرة إلى برامج فحص حديثي الولادة في نيوزيلندا ومناطق أستراليا في عام 1981، من خلال قياس التربسينات المناعية في بقع الدم المجففة. وبعد تحديد الجين CFTR، أدخلت أستراليا برنامج اختبار من الدرجة الثانية للحد من عدد من الايجابيات الكاذبة. ثم تم تحليل عينات ذات قيمة مرتفعة باستخدام طرق جزيئية لتحديد وجود المرض ومسببات الطفرات قبل الإبلاغ عنها إلى الوالدين ومقدمي الرعاية الصحية. يتم تضمين CF في اللوحة الأساسية من الشروط الموصى بها لإدراجها في جميع الولايات الخمسين، وكانت ولاية تكساس آخر دولة لتنفيذ برنامج الفحص ل CF في عام 2010. كانت ألبرتا المقاطعة الكندية الأولى لتنفيذ فحص CF في عام 2007. كيبيك، نيو برونزويك، لا تشمل نوفا سكوتيا ونيوفاوندلاند وجزيرة الأمير إدوارد في برامج الفحص الخاصة بهم. المملكة المتحدة وكذلك العديد من بلدان الاتحاد الأوروبي. سويسرا هي واحدة من أحدث البلدان لإضافة قوات التحالف إلى القائمة فحص حديثي الولادة، قامت بذلك في يناير 2011. 

### اضطرابات دورة اليوريا
يتم تضمين اضطرابات دورة اليوريا البعيدة، مثل سيترولينميا، أرغينينوسكينيك أسيتينوريا وأرجينينميا في برامج فحص حديثي الولادة في العديد من الولايات القضائية التي تستخدم جنبا إلى جنب مطياف الكتلة لتحديد الأحماض الأمينية الرئيسية. لا يتم تضمين العيوب دورة اليوريا القريبة، مثل نقص أورنيثين ترانسكارباميلاس ونقص سينثيتاس الفوسفات كاربامويل في لوحات فحص حديثي الولادة لأنها لم يتم الكشف عن موثوق بها باستخدام التكنولوجيا الحالية، وأيضا لأن الرضع المتضررين بشدة سيعرض مع الأعراض السريرية قبل نتائج فحص حديثي الولادة المتاحة. بعض المناطق تدعي الكشف عن متلازمة (فرط الأمونيا، هايبرورنثينميا، هوموسيترولينوريا) على أساس الكشف عن مستويات أورنيثين مرتفعة في حديثي الولادة الكشف عن بقعة الدم المجففة، ولكن أظهرت مصادر أخرى أن الأفراد المتضررين ليس لديهم أورنيثين مرتفعة عند الولادة. 

### اضطرابات التخزين الليزوزومية
لا يتم تضمين اضطرابات تخزين ليسوسومال في برامج فحص حديثي الولادة مع ارتفاع وتيرة. كمجموعة، فهي غير متجانسة، مع الفحص فقط ممكنا لجزء صغير من ما يقرب من 40 اضطرابات محددة. وتتركز الحجج المتعلقة بإدراجها في برامج فحص حديثي الولادة حول الاستفادة من العلاج المبكر (عند توفر العلاج)، وتجنب أوديسي التشخيص للأسر، وتوفير المعلومات لتنظيم الأسرة للأزواج الذين لديهم طفل مصاب. الحجج ضد هذه الاضطرابات، كمجموعة أو بشكل فردي مركز حول الصعوبات مع تحديد موثوق الأفراد الذين سوف تتأثر مع شكل حاد من الاضطراب، وطبيعة غير مثبتة نسبيا من طرق العلاج، وارتفاع التكلفة / المخاطر العالية المرتبطة بعض خيارات العلاج. 
بدأت ولاية نيويورك دراسة رائدة للكشف عن مرض كرابي في عام 2006، ويرجع ذلك إلى حد كبير إلى جهود جيم كيلي، الذي كان ابنه، هنتر، قد تأثر بالمرض. وقد تم تنفيذ برنامج فحص تجريبي لأربع أمراض تخزين لليزوسومية (داء غوشيه وداء اختزان الغلايكوجين النمط الثاني ومرض فابري ومرض نيمان بيك باستخدام البقع المجففة المجهولة المصدر في النمسا في عام 2010. وأظهرت بياناتهم زيادة في نسبة ما كان متوقعا في السكان، وكذلك عدد من أشكال ظهور المرض المتأخر، والتي ليست عادة الهدف من برامج فحص حديثي الولادة. 

### فقدان السمع
يمكن أن يكون لفقدان السمع غير المشخص في الطفل آثار خطيرة على العديد من المناطق التنموية، بما في ذلك اللغة والتفاعلات الاجتماعية والعواطف والقدرة المعرفية والأداء الأكاديمي والمهارات المهنية، وأي مزيج منها يمكن أن يكون له آثار سلبية على نوعية الحياة. وكانت الآثار الخطيرة للتأخر في التشخيص، جنبا إلى جنب مع ارتفاع معدل (يقدر من 1 إلى 3 لكل 1000 ولادة حية، وما يصل إلى 4٪ لمرضى وحدة العناية المركزة حديثي الولادة) القوى الدافعة وراء برامج الفحص تهدف إلى التعرف على الرضع فقدان السمع في أقرب وقت ممكن. ويسمح التحديد المبكر لهؤلاء المرضى وأسرهم بالوصول إلى الموارد اللازمة لمساعدتهم على التطور. 
يتم إجراء اختبار السمع حديثي الولادة في السرير باستخدام انبعاثات صوتية صاخبة أثارت عابرة، استجابات الدماغ السمعية الآلي أو مزيج من كل من التقنيات. وقد وجدت برامج الفحص السمعي الاختبار الأولي للتكلفة بين 10.20 $ و 23.37 $ للطفل الواحد، اعتمادا على التكنولوجيا المستخدمة. وبما أن هذه هي اختبارات الفحص فقط، وسوف تحدث نتائج إيجابية كاذبة. وجد استعراض لبرامج فحص السمع معدلات إحالة أولية متنوعة (نتائج إيجابية للشاشة) من 0.6٪ إلى 16.7٪. وكانت أعلى نسبة إجمالية للكشف عن فقدان السمع 0.517٪. وفقدت نسبة كبيرة من الرضع إيجابية الشاشة لمتابعة، قبل أن يتم تأكيد التشخيص أو استبعد في جميع برامج الفحص. 

### عيوب القلب الخلقية
وقد تم إضافة نبض قياس التأكسج مؤخرا كاختبار فحص السرير لعيوب القلب الخلقية الحرجة. 
اختبار وخز الكعب
ستؤخذ من كعب طفلك بضع قطرات من الدم على ورقة الترشيح (بطاقة عينة الفحص لحديثي الولادة) وسوف يتم إرسال العينة إلى المختبر للفحص. معظم الاضطرابات التي يتم تشخيصها تكون اضطرابات أيضية تتعارض مع قدرة الجسم على الاستفادة من العناصر الغذائية التي تساعد في الحفاظ على الأنسجة سليمة وإنتاج الطاقة. كما أن الفحص يساعد في اكتشاف بعض الاضطرابات الهرمونية في الدم. سيقوم المختبر بالتواصل معك ومع طبيبك في حالة وجود أية مشاكل.

## ماذا يشمل الفحص؟
يشمل الفحص طفلك من رأسه حتى أخمص قدميه للتحقق من أية مشاكل أو حالات طبية. 
الرأس 
ستنظر الطبيبة أو ممرضة التوليد إلى شكل رأس طفلك. يعتبر الرأس المعصور أو المضغوط سمة شائعة جداً لدى المواليد الجدد. ويحدث ذلك بسبب تعرض رأس طفلك للضغط في رحلته عبر قناة الولادة وقد يتغير شكله. ويجب أن يعود إلى وضعه الطبيعي تلقائياً في غضون 48 ساعة. 
يتشكّل رأس طفلك بهذه الطريقة بسبب وجود مناطق لينة بين عظام الجمجمة مثل الدرز أو اليافوخ، وستفحصها طبيبة الأطفال أو ممرضة التوليد. 
إذا جاء طفلك بولادة مُعانة عبر الجفت أو ملقط الجراحة، فمن المحتمل أن تظهر الكدمات على رأسه أو عظم الجمجمة (تجمّع دموي). لكن اطمئني ستزول هذه الكدمات تلقائياً. 
الأذنان والعينان 
لابد أن تلقي ممرضة التوليد نظرة على عيني طفلك للتحقق من أية مشاكل واضحة. أثناء الفحص الكامل، ستوجه الطبيبة أو ممرضة التوليد ضوءاً من منظار العين إلى عيني طفلك للبحث عن انعكاس الضوء الأحمر وسيحمل نفس تأثير انعكاس الضوء الأحمر على العين بسبب فلاش التصوير. إذا ظهر انعكاس الضوء الأحمر، فيمكن استبعاد اعتمام عدسة العين. 
قد يخضع طفلك لاختبار السمع بعد وقت قصير من الولادة، سواء أكان في المستشفى أو في العيادة. ويسمى اختبار الانبعاثات الصوتية في الأذن. لن يستغرق الأمر سوى بضع دقائق ولن يؤذي طفلك. 
الفم 
ستضع الطبيبة أو ممرضة التوليد إصبعها في فم طفلك للتأكد من أن سقف فمه كامل وأن لديه استجابة للرضاعة. يسمى وجود فجوة في سقف الحلق الشقّ الحلقي أو شراع الحنك المشقوق، والذي يتطلب عملية جراحية، وقد يصعّب على طفلك الرضاعة. 
كما سيُفحص لسان طفلك للتحقق من حالة اللسان المربوط. وتحدث عندما يكون لسان طفلك مثبتاً إلى الجزء السفلي من فمه أكثر من المطلوب فيحدّ من حركته. 
القلب 
ستستمع الطبيبة أو ممرضة التوليد إلى قلب طفلك بسماعة الطبيب لاستبعاد أية أصوات إضافية أو نفخات أي هدير القلب. وهو أمر شائع في الأيام القليلة الأولى لأن نمط سريان دم طفلك يخضع لتغيير كبير عندما يولد. 
في الرحم، ينبض جانبا قلب طفلك معاً. عندما يأخذ طفلك أنفاسه الأولى، يبدأ الجانبان بالعمل بشكل منفصل. في هذه المرحلة، يعمل قلب طفلك بجدّ وقد يتوسع، لكنه سيستقر مع مرور الوقت. 
قد تحتاج نفخة القلب إلى رأي ثانٍ وإجراء مزيد من التحريات، أو قد يعاد فحص قلب طفلك مستقبلاً. اطمئني لأن نفخات أو هدير القلب غالباً ما تختفي تلقائياً. 
هناك اختبار آخر لمرض القلب ويتم بجسّ النبض في منطقة أعلى فخذ طفلك (نبض الشريان الفخذي). 
الرئتان 
ستستمع الطبيبة أو ممرضة التوليد إلى نمط تنفس طفلك ووظائف الرئة باستخدام سماعة الطبيب. ويكون الهدف الاستماع بوضوح إلى دخول الهواء بشكل متساوٍ في كلا رئتيه. 
الأعضاء التناسلية 
قد تبدو أعضاء طفلك التناسلية منتفخة وداكنة اللون لأنه تعرض لهرموناتك قبل ولادته. ربما تسبب له هذه الهرمونات أيضاً احتقاناً في الثديين بغض النظر عن جنس طفلك. خلال الأسابيع القليلة الأولى، قد يكون لدى المواليد الإناث إفرازات مهبلية شفافة أو بيضاء أو تحتوي على دم بسيط نتيجة هذه الهرمونات. 
بالنسبة للمواليد الذكور، يُفحص كيس الصفن للكشف عن الخصية العالقة. كما يُفحص العضو الذكري للتأكد من وجود الفتحة في طرف العضو، وليس على الجانب السفلي. 
ستفحص الطبيبة أو ممرضة التوليد مؤخرة طفلك للتأكد من أن فتحة الشرج لديه في وضع طبيعي. ويحتمل أن تسألك إذا كان طفلك قد تبول أو أخرج برازاً داكن اللون. 
البشرة 
ستفحص بشرة طفلك للكشف عن الوحمات بما في ذلك:
- وحمات اللقلق أو لدغات اللقلق (وحمات حمراء أو أرجوانية اللون على شكل V توجد على الجزء الخلفي من رقبته)
- البقع المنغولية (بقع زرقاء بلون قاتم، وعادة ما تكون على المؤخرة)
- وحمات الفراولة أو الفريز (مناطق حمراء ناتئة أو بارزة)

اليدان والقدمان 
ستفحص الطبيبة أو ممرضة التوليد ذراعي طفلك، ويديه، وساقيه، وقدميه. كما ستعدّ أصابع يديه وقدميه وتفحصها للتأكد من عدم وجود جلد بين الأصابع (الأصابع الوتراء). 
ستفحص راحتي طفلك لمعرفة للتأكد من وجود ثنيتين، تسميان ثنيات الراحة، في راحتيه. تعتبر الثنية الواحدة الطويلة أقل شيوعاً. مع ذلك، توجد ثنية واحدة في يد واحدة لدى 10 بالمئة من الناس، ولدى خمسة بالمئة منهم ثنية واحدة في كلتا اليدين. 
أحياناً يربط بين وجود الثنية الواحدة الطويلة والإصابة بمتلازمة داون المنغولية، لكن لا يحتمل أن يكون طفلك مصاباً بمتلازمة داون المنغولية، فهناك غيرها من العلامات الجسدية الواضحة. 
سينظر الشخص الذي يفحص طفلك إلى الوضعية المستريحة لقدمي طفلك وكاحليه للكشف عن الإصابة بالحنف (حنف القدم)، حيث يكون النصف الأمامي من القدم مائلاً إلى أسفل. إذا كان طفلك يعاني من الحنف، فقد تعلمين بذلك مسبقاً بفضل التصوير بالموجات ما فوق الصوتية. 
العمود الفقري 
ستفحص استقامة عمود طفلك الفقري. من الشائع جداً لدى الأطفال الرضع وجود تجويف صغير جداً عند قاعدة العمود الفقري تسمى النغزة العجزية. في معظم الحالات، لا يسبب هذا التجويف أية مشاكل. أحياناً، قد يشير التجويف العجزي العميق إلى وجود مشكلة في الجزء السفلي من حبل طفلك الشوكي. ويمكن أن يؤثر ذلك على وظيفة العصب في هذا المنطقة. 
إذا كان لدى طفلك تجويف عجزي عميق، فسيتم التحقق من أنه لا يعاني من أعراض أخرى مثل ضعف الساق، والقدمين الباردة والزرقاء، وسلس البول. 
الوركان 
سيتم تحريك وركي طفلك بلطف للتحقق من استقرار مفاصل وركيه. تشمل هذه الحركات فتح ساقيه بشكل واسع ومن ثم ثنيهما وفردهما. إذا اكتشف الشخص الذي يقوم بالفحص أية حالة من عدم الاستقرار أو الخلع الوركي، فستُجرى مزيد من الفحوصات. 
الاستجابة أو ردة الفعل 
لدى المولود الجديد ردود أفعال عديدة مثل المصّ، والتشبث، والإمساك. ستتحقق الطبيبة أو ممرضة التوليد من هذه الاستجابة بمراقبة طفلك. لكن إذا كانت هناك مخاوف أو لم تتمكن من رؤية ردة الفعل، فقد تشّجع طفلك على إثبات ذلك. 
أكثر أنواع الاستجابة شيوعاً والتي يتم اختبارها خلال الفحص هي الاستجابة بانعكاس مورو. سيترك رأس طفلك ليقع على مسافة قصيرة بلطف وأمان. وسيستجيب برمي ذراعيه مع مدّ أصابعه وساقيه. قد يبكي قليلاً أيضاً. اطمئني سيكون طفلك على ما يرام وردود فعله هذه توضح ببساطة أن كل شيء على خير ما يرام. 

## تاريخ
وتعطى روبرت غوثري بكثير من الفضل في الريادة أقرب الكشف عن بيلة الفينيل كيتون في أواخر الستينات باستخدام عينات الدم التي تم الحصول عليها عن طريق وخز كعب المولود الجديد في اليوم الثاني من الحياة على ورق الترشيح. كان قصور الغدة الدرقية الخلقي هو المرض الثاني على نطاق واسع في السبعينات. كما طور غوثري وزملاؤه فحوصات تثبيط بكتيرية للكشف عن داء البول القيقبي والجالاكتوز في الدم. أدى تطوير الفحص الطيفي الكتلي جنبا إلى جنب في أوائل التسعينات إلى توسع كبير في الأمراض الأيضية الخلقية التي يمكن الكشف عنها والتي يمكن تحديدها من قبل أنماط مميزة من الأحماض الأمينية وأسيلكارنيتينس.
في الولايات المتحدة، أوصت الكلية الأمريكية لعلم الوراثة الطبية بلوحة موحدة من الأمراض التي ينبغي فحص جميع الرضع المولودين في كل ولاية ل. كما طوروا عملية مراجعة قائمة على الأدلة من أجل إضافة شروط في المستقبل. وكان تنفيذ هذا الفريق في جميع أنحاء الولايات المتحدة يعني أن جميع الأطفال الذين يولدون سيتم فحص لنفس العدد من الشروط. وقبل ذلك، تلقى الأطفال المولودون في ولايات مختلفة مستويات مختلفة من الفحص. وفي 24 أبريل / نيسان 2008، وقع الرئيس جورج دبليو بوش قانونا لفحص حديثي الولادة ينقذ الأرواح لعام 2007. وقد سن هذا القانون لزيادة الوعي بين الآباء والمهنيين الصحيين والجمهور بشأن اختبار حديثي الولادة لتحديد اضطرابات معينة. وسعت أيضا إلى تحسين وتوسيع نطاق وتعزيز برامج فحص حديثي الولادة الحالية على مستوى الولايات. 

## روابط خارجية
- U.S. National Newborn Screening and Genetics Resource Center
  - Current list of tests by state
- The History of Newborn Screening - Flash Cast by Harvey Levy, MD: In this 40-minute talk and slide presentation, offered here in ten short video sections, Dr. Levy covers the history of newborn screening, starting with the origin of the concept of errors of inborn metabolism in the early 1900s, covering Dr. Robert Guthrie's development of newborn screening for PKU, and moving through current screening methods and public health approaches.
- Newborn Screening Information & Resources Homepage of the Save Babies Through Screening Foundation, a grass-roots advocacy group devoted solely to expanding, and promoting awareness of, Newborn Screening.
- About Newborn Screening
- Baily, M.A. and Murray, T.H. (2009).Ethics and Newborn Genetic Screening. Johns Hopkins University Press. (ردمك 978-0-8018-9151-9)
- PerkinElmer Genetics, Inc. (Commercial company that pioneered some of the screening procedures and offers testing directly to parents. Excellent set of links to other sites about metabolic diseases and screening.)
- Waldholz, Michael, "A Drop of Blood Saves One Baby; Another Falls Ill," Wall Street Journal, 17 June 2001, p. A1 (52k PDF)
- Novogenia DNA Plus Genetic Testing can save newborn
- Newborn Screening Program for Mumbai, Navi-Mumbai and Thane
- Non-Invasive Newborn Screening in India
- Baby's First Test (Educational site produced by the non-profit organization Genetic Alliance.)
- Henry Morgan Anderson obituary
- Adventures of Henry, LLC publishing